# Општина Буковац (Долж)
Буковац (рум. Bucovăţ) општина је у Румунији у округу Долж.
Oпштина се налази на надморској висини од 175 m.